# Paweł Berkowski
Paweł Berkowski (ur. 1960 w Ostrowie Wielkopolskim) – polski poeta, performer i działacz kulturalny. Jest twórcą filmów na slajdach oraz organizatorem Festiwalu Filmów na Slajdach (2000–2004 w Nadstawkach k. Odolanowa, od 2005 w synagodze w Ostrowie). Autor tekstów i muzyki. W październiku 2006 roku wraz z zespołem napisał muzykę do spektaku Mątwa (S.I. Witkiewicza) w wykonaniu ostrowskiego teatru REY deMONTer, a także wraz z Magdą Słocińską wyprodukował wizualizację multimedialną inspirowaną Witkacym do tegoż przedstawienia. Ma córkę Wandę Berkowską.

## Tomiki poetyckie
- Proste czynności, Ostrów Wielkopolski 1991
- Kanapka energetyczna, Poznań 1991
- Kobieta, pociąg i krem nivea, Wołowiec 1999